# St. Markus (Hamburg-Hoheluft)

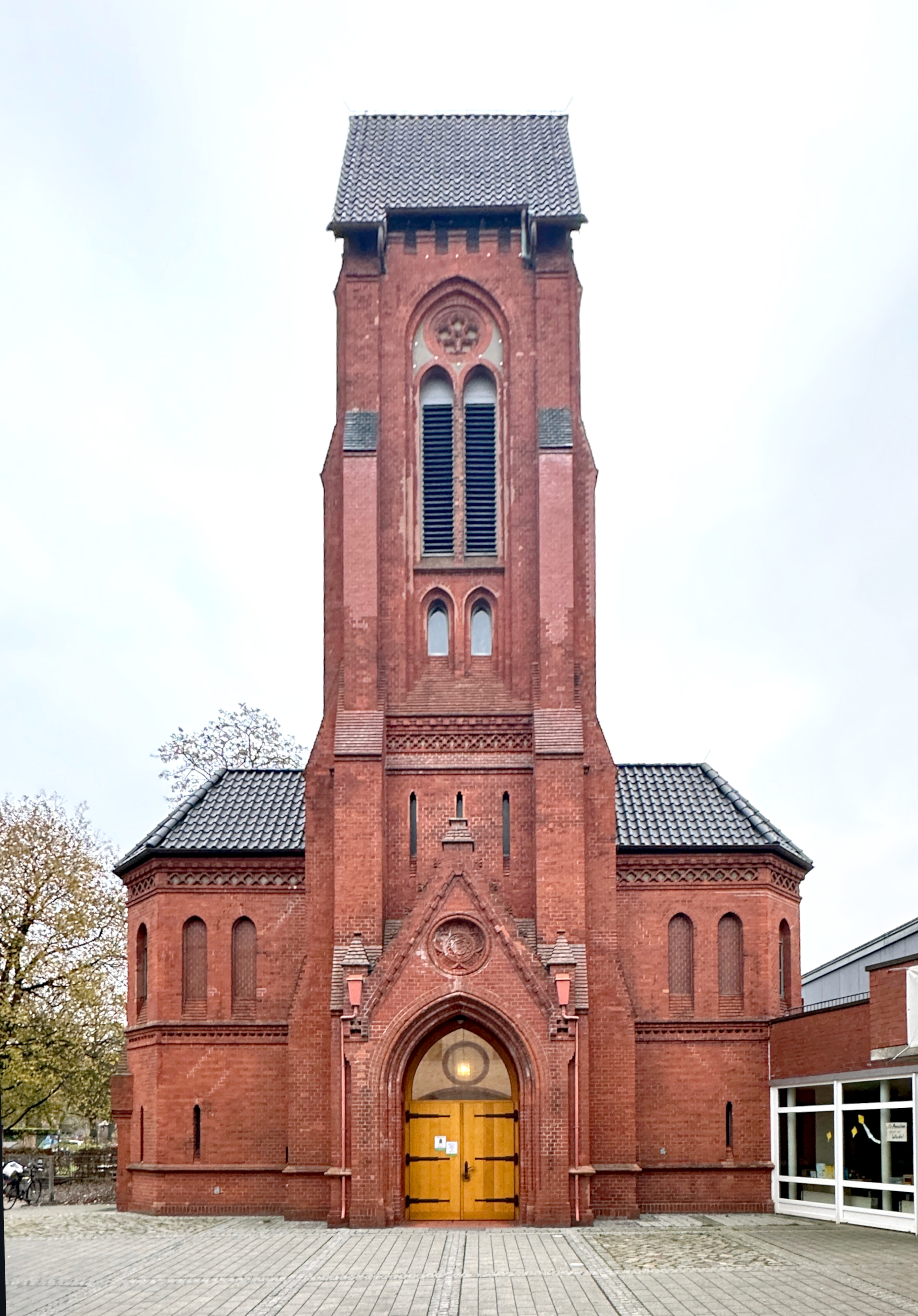
St. Markus-Hoheluft von Westen

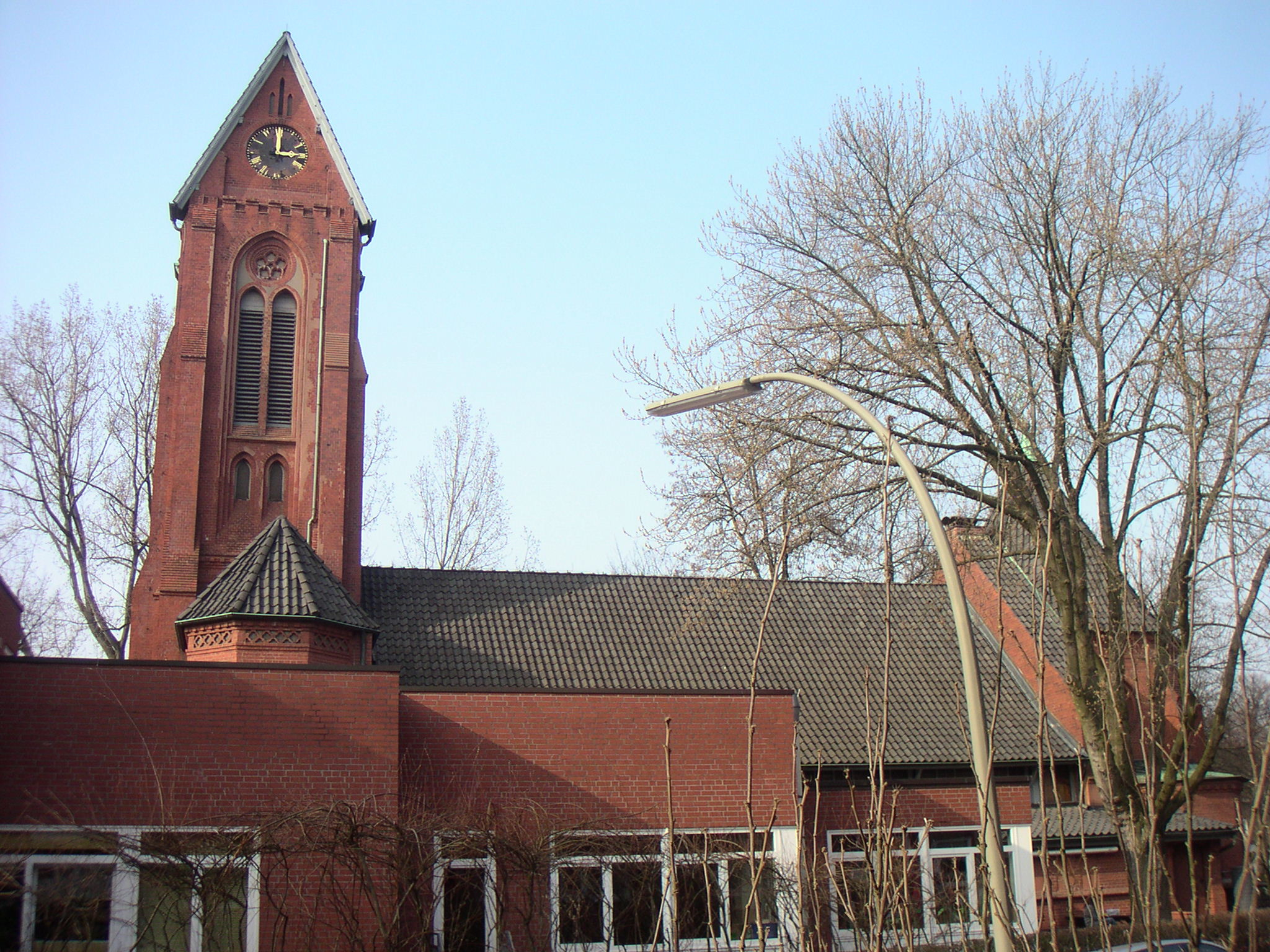
Ansicht von Süden mit Sprung im Dachfirst

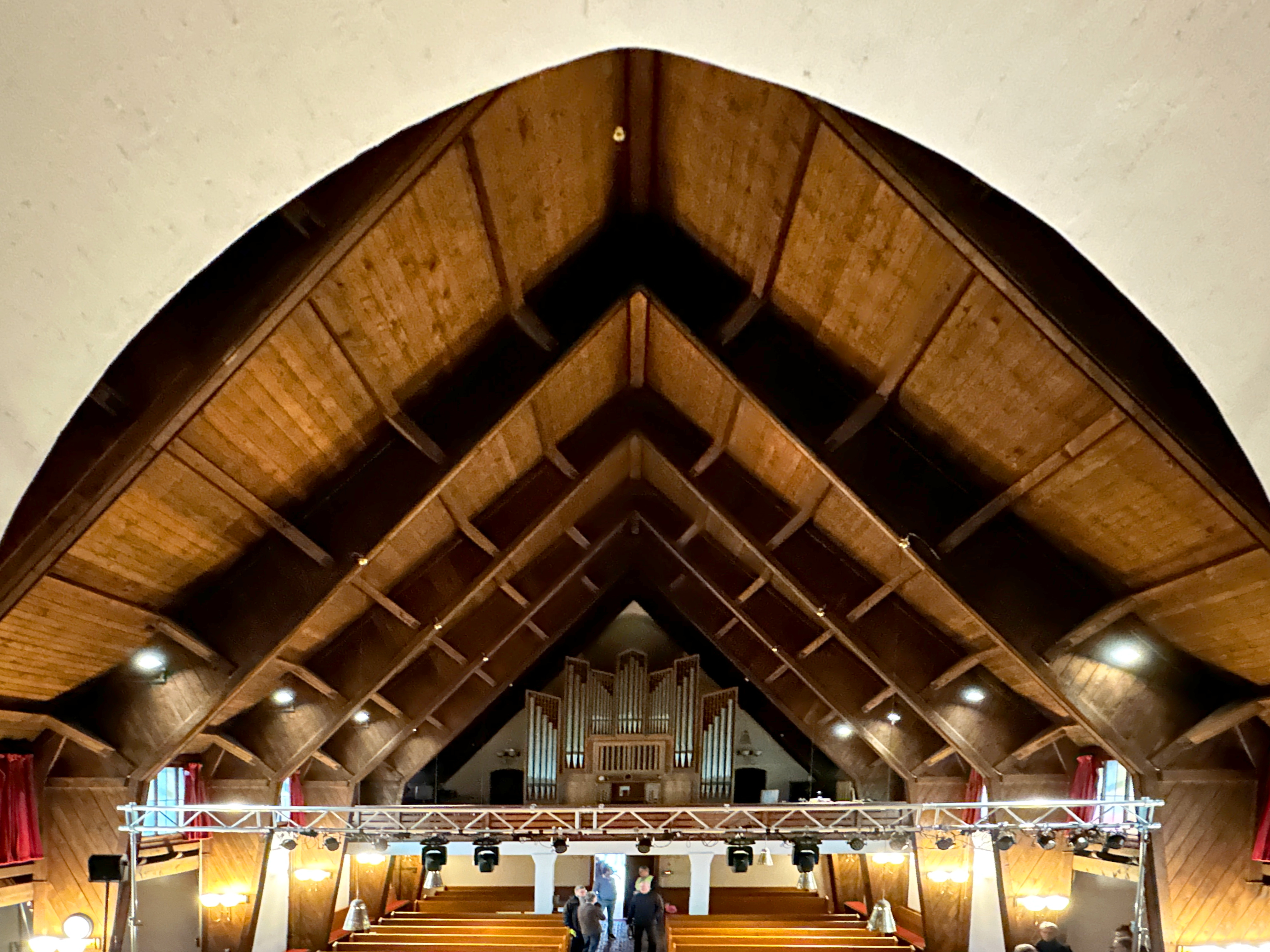
Innenraum, Notdach ist niedriger als Chor

Die evangelische Kirche St. Markus in Hamburg-Hoheluft-Ost ist ein dem Evangelisten Markus gewidmetes Kirchengebäude zwischen Heider Straße, Neumünsterscher Straße und Eppendorfer Weg. Es verbindet die Reste einer neugotischen Kirche mit einer Notkirche des Architekten Otto Bartning.

## Bau der Kirche

### Neugotische Stadtteilkirche
Am Ende des 19. Jahrhunderts gehörte Hoheluft zur Kirchengemeinde Eppendorf, was sich durch den großen Bevölkerungszuwachs in dieser Zeit zunehmend als unpraktisch erwies. Seit 1892 gab es daher in Hoheluft eine Initiative der Bewohner, die sich für eine eigene Kirchengemeinde einsetzte. Diese Initiative hatte bereits 1894 so viel Erfolg, dass der Architekt Hugo Groothoff den Auftrag für die Planungen zu einem Kirchenbau erhielt. Weitere Verhandlungen mit der Stadt Hamburg führten 1898 dazu, dass diese ein Grundstück zur Verfügung stellte auf dem 1895/96 mit dem Bau begonnen werden konnte.
Die Kirche wurde im um die Wende zum 20. Jahrhundert populären Stil der Neogotik bis zum Jahr 1899 errichtet, womit sie nach Fertigstellung vielen weiteren Kirchen in Hamburg ähnelte. Der Bau war eine Backsteinkirche mit schlankem Turm und hohem Dach, an welches sich Zwerggiebel anlehnten. Der mit farbigen Malereien verzierte Innenraum erhielt eine neugotische Ausstattung, farbige Chorfenster, eine leicht erhöhte Holzkanzel und ein hölzernes Taufbecken. Der damalige Turm war mit seinem hölzernen Helm 50 m hoch. Die erste Orgel stammte aus der Werkstatt Furtwängler & Hammer, die zwei Glocken stammten aus der Giesserei Ulrich in Apolda und die drei Chorfenster aus der Glasmalerei Zettler in München.
Am 1. Juli 1905 wurde St. Markus von St. Johannis in Eppendorf abgetrennt und bildet seitdem eine eigenständige Kirchengemeinde.

### Zerstörung und Wiederaufbau
Während der Luftangriffe auf Hamburg im Zweiten Weltkrieg wurde die Kirche in der Nacht vom 24. auf den 25. Juli 1943 weitgehend zerstört. Da Turmhelm und Kirchenschiff Holzkonstruktionen waren, brannte die Kirche vollständig aus. Nachdem 1944 auch die zweite Kirche der Gemeinde, die Bethlehem-Kirche in der Gärtnerstraße, zerstört wurde, fanden die Gottesdienste für die folgenden sechs Jahre in der methodistischen Eben-Ezer-Kirche statt. Seit dieser Zeit pflegen die beiden Gemeinden eine gute Zusammenarbeit.
St. Markus ist die erste wieder aufgebaute Kirche in der Evangelisch-Lutherischen Kirche im Hamburgischen Staate und die vierte Kirche des Notkirchenprogramms. Der Welt-Luther-Bund unterstützte die Gemeinde 1947 mit 40.000 US$ für den Aufbau. An die Spende erinnert bis heute eine Gedenktafel im Eingangsraum.
Ab Mai 1948 begann unter Leitung des Architekten Gerhard Langmaack der Bau als Bartning-Notkirche des Typs B. Der Plan Langmaacks sah nach den Wünschen der Gemeinde vor, trotz der höheren Kosten möglichst viel der verbliebenen Bausubstanz zu erhalten. Dazu wurde die Holzkonstruktion Bartnings in die verbliebenen Reste der neugotischen Kirche eingepasst, die Seitenwände des Kirchenschiffs bis auf die unteren 3 m abgebrochen, der Chorbogen und der Altarraum wieder hochgemauert. Das aus vorgefertigten Teilen erstellte hölzerne Langhaus wurde dann zwischen die erhaltenen bzw. erneuerten Teile eingespannt, innen wurde das Mauerwerk verputzt und weiß gestrichen, im Wiederaufbau des Chores wurde größte Einfachheit angestrebt. Es entstand ein vom Normaltyp der Bartning-Kirchen abweichender Bau, in dem die vorgesehene horizontale Gliederung hinter dem traditionell vertikal gegliederten Chorbereich zurücktritt.
Am 20. März 1949 konnte die Kirche in neuer Form eingeweiht werden. Der mittlere Teil der Kirche hat seit dieser Zeit einen niedrigeren Dachfirst als der Chor, womit die Silhouette der Kirche sehr ungewöhnlich wirkt und auch optisch die Zerstörungen durch den Krieg hervorhebt. Dieser Eindruck wurde noch durch die bis 1967 weiß geschlämmten Außenwände verstärkt.
Den Turm hat man nie wieder in der alten Höhe erbaut, sondern auf 26 m Höhe verkürzt und 1952 eingeweiht.

## Ausstattung

Eines der drei Kirchenfenster von Hilde Ferber

Das dunkle Holz der Bartning-Konstruktion dominiert den Innenraum und findet sich auch in der Gestaltung der Kanzel wieder. Es steht in Kontrast zu den von innen weiß gestrichenen steinernen Wandteilen. Altar, Kanzelsockel und Taufstein bestehen aus Ziegelsteinen, die vermutlich aus den Trümmern der zerstörten Kirche stammen. Die silbernen Altarleuchter erhielt die Kirche 1960.

### Glasfenster
Wer die Kirche betritt, sieht sofort die farbenprächtigen von der Künstlerin Hilde Ferber entworfenen und am 20. Oktober 1949 in die Kirche eingesetzten Glasfenster im Altarraum. Die Themen der drei Fenster wurden von Langmaack und Ferber gemeinsam ausgewählt. Sie nehmen Motive aus den zerstörten ersten Fenstern wieder auf, es entstanden ein Markus-, ein Johannes- und ein Christusfenster. Das Markus-Fenster verweist auf den namensgebenden Evangelisten, das Johannes-Fenster auf den Evangelisten, nach dem die „Mutterkirche“ St. Johannis benannt ist, das Christus-Fenster auf den „Grund“ des Glaubens. Die Fenster zeigen charakteristische Szenen aus den jeweiligen Evangelien und dem Leben Jesu.
Alle Fenster sind überwiegend in erdfarbenen Tönen angelegt. Blau und Rot dienen als Hervorhebungen. Auffällig in der Farbwahl ist Grün für besondere Personen wie Lazarus und Jairus' Tochter. Die Farbe wird in diesem Zusammenhang mit Auferstehungserwartung und Hoffnung interpretiert.
Aufteilung der Szenen in den Glasfenstern:
| Markusfenster                                   | Christusfenster                       | Johannesfenster                        |
| Geflügelter Löwe Symbol des Evangelisten Markus | Der thronende Christus                | Adler Symbol des Evangelisten Johannes |
| Die Auferweckung der Tochter des Jairus         | Himmelfahrt                           | Die Auferweckung des Lazarus           |
| Die Stillung des Seesturms                      | Die Emmaus-Jünger                     | Jesus und die Samaritanerin            |
| Jesu Taufe                                      | Der Auferstandene am See Tiberias     | Die Hochzeit zu Kana                   |
| Der schreibende Evangelist Markus               | Der Auferstandene und Maria Magdalena | Der schreibende Evangelist Johannes    |

### Orgel

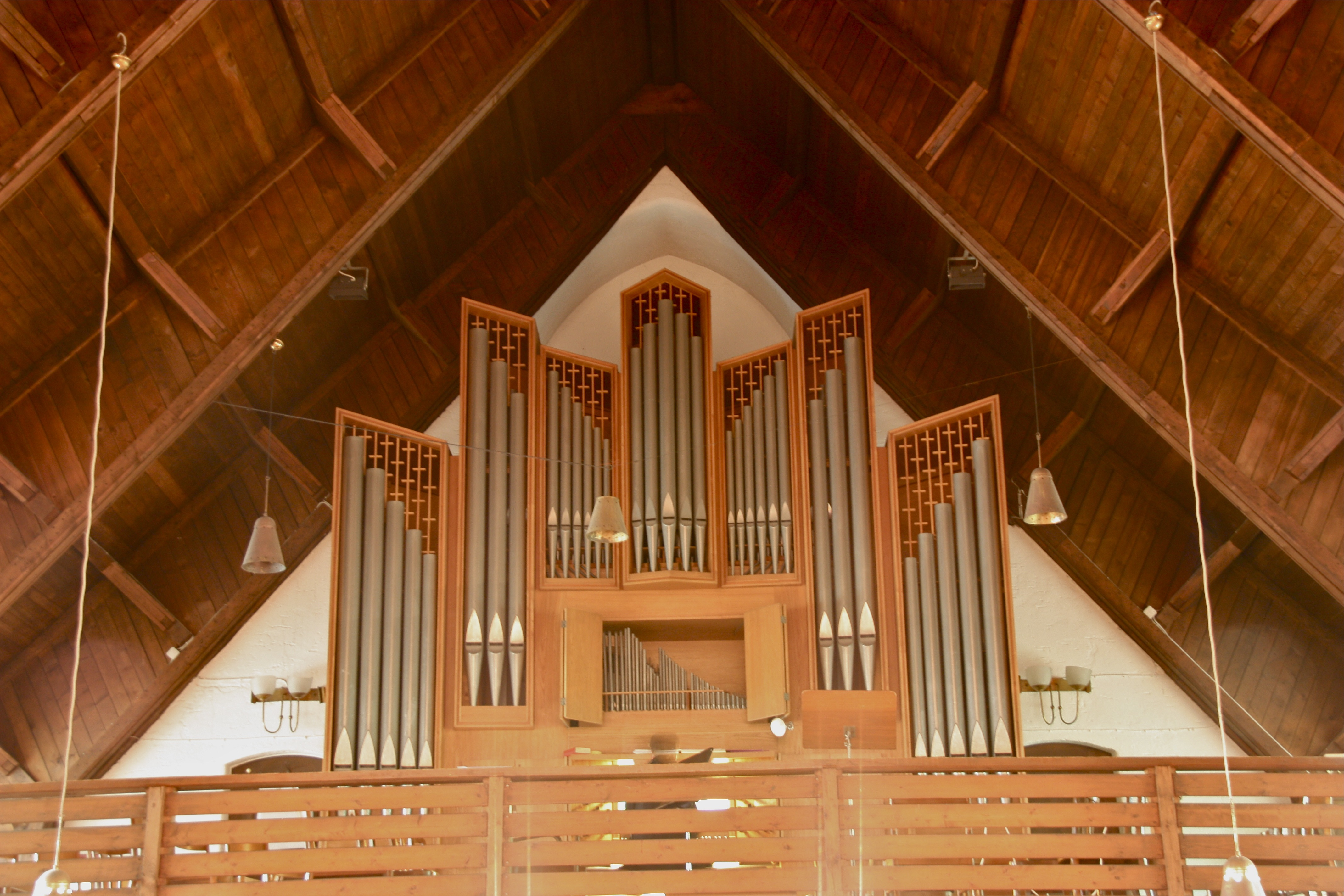
Prospekt der Ott-Orgel

Die erste Orgel der heutigen Kirche war die 1944 aus der Bethlehem-Kirche geborgene Orgel. Diese ersetzte man 1968 durch eine von Paul Ott gebaute Orgel, die 1991 grundlegend überholt wurde. Das Schleifladen-Instrument hat 20 Register auf zwei Manualen und Pedal. Die Spiel- und Registertrakturen sind mechanisch. Am 28. November 2021 erfolgte nach monatelanger Reinigung und klanglicher Aufwertung durch die Firma Claus Sebastian Orgelbau die Wiedereinweihung der Orgel.
| I Hauptwerk C– |              |       |
| 1.             | Prinzipal    | 8′    |
| 2.             | Spillgedackt | 8′    |
| 3.             | Oktave       | 4′    |
| 4.             | Blockflöte   | 4′    |
| 5.             | Nasat        | 2 ⁄3′ |
| 6.             | Gemshorn     | 2′    |
| 7.             | Mixtur IV-VI | 1 ⁄3′ |
| 8.             | Trompete     | 8′    |

| II Brustwerk C– |                 |       |
| 9.              | Holzgedeckt     | 8′    |
| 10.             | Rohrflöte       | 4′    |
| 11.             | Prinzipal       | 2′    |
| 12.             | Quinte          | 1 ⁄3′ |
| 13.             | Sesquialtera II |       |
| 14.             | Scharf III-IV   | 1′    |
| 15.             | Krummhorn       | 8′    |

| Pedalwerk C– |           |       |
| 16.          | Subbaß    | 16′   |
| 17.          | Prinzipal | 8′    |
| 18.          | Oktave    | 4′    |
| 19.          | Mixtur IV | 2 ⁄3′ |
| 20.          | Fagott    | 16′   |

- Koppeln: II/I, I/P, II/P.

## Glocken
Die kleinste der heute drei Glocken befindet sich seit der Einweihung in der Kirche und hat die Materialablieferungen beider Weltkriege sowie die Zerstörung der Kirche überstanden. Eine der beiden größeren Glocken stammt aus der zerstörten und nach dem Krieg nicht wieder aufgebauten Bethlehem-Kirche, die dritte Glocke kam erst 1969 nach einem Umbau des Glockenstuhls in den Turm, sie wurde 1969 von Friedrich Wilhelm Schilling in Heidelberg gegossen.
| Nr. | Schlagton | Gießer, Gussort              | Gussjahr   |
| --- | --------- | ---------------------------- | ---------- |
| 1   | g1        | F. W. Schilling, Heidelberg  | 1969       |
| 2   | a1        | Heinrich Karl Ulrich, Apolda | 1907–1937? |
| 3   | cis2      | Heinrich Karl Ulrich, Apolda | 1907–1937? |

## Gemeinde und weitere Gebäude

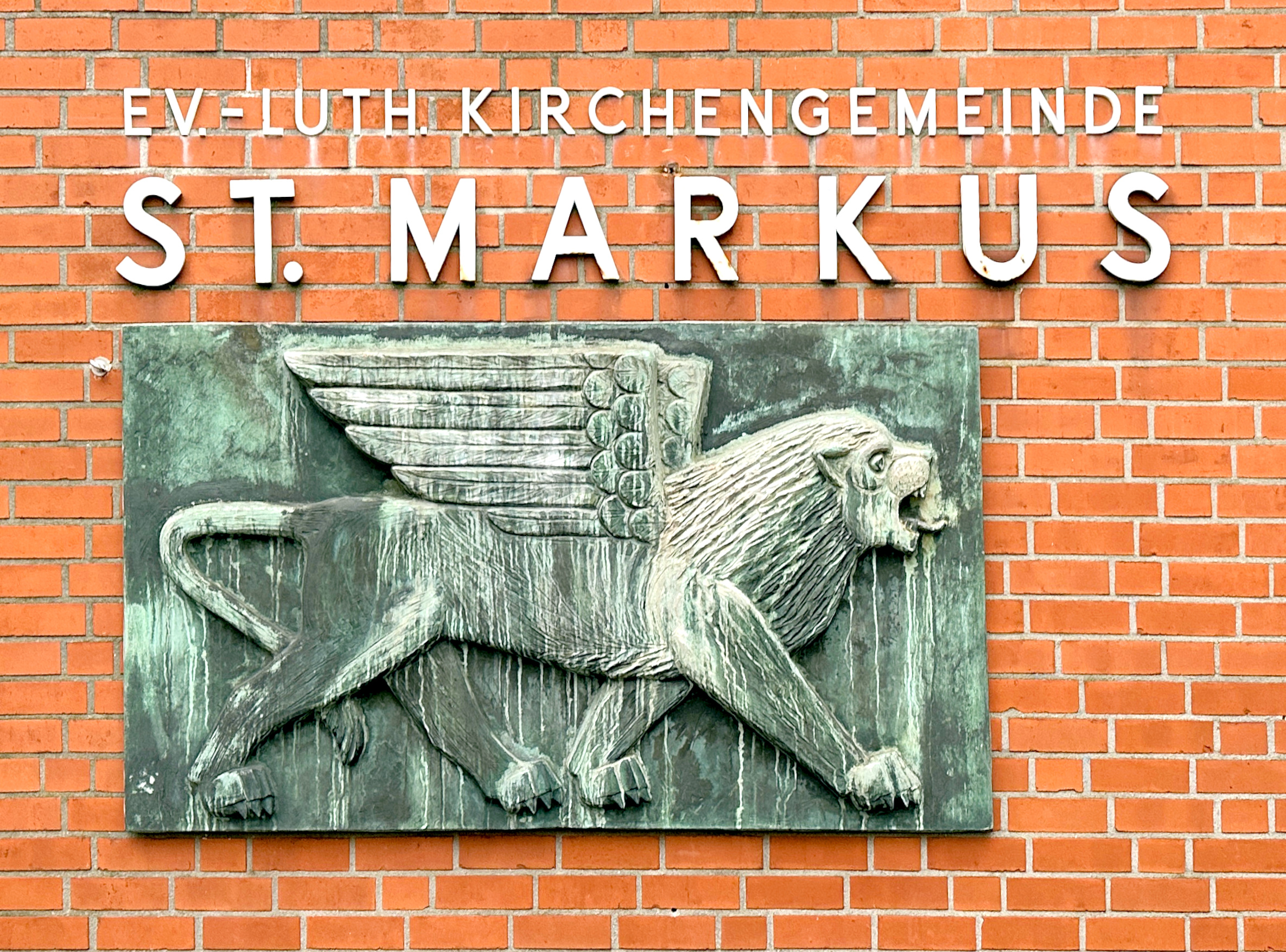
Markuslöwe (1960) von Fritz Fleer am Gemeindezentrum

Als Symbol verwendet die Gemeinde in allen Bereichen den geflügelten Markuslöwen. Die Kirche wird ebenfalls von der Mazedonisch-Orthodoxen Gemeinde in Hamburg genutzt.
Das in unmittelbarer Umgebung der Kirche liegende Gebäude der Gemeinde wurden ab 2012 neu gebaut, um das vorhandene Grundstück besser nutzen zu können. Das fünfstöckige Gebäude wurde im Jahr 2015 eingeweiht. Es umfasst im Erdgeschoss die Gemeinderäume und darüber 25 Wohnungen.